# Marchantiales
Marchantiales es un orden de las hepáticas que incluye especies como Marchantia polymorpha, una planta generalizada que a menudo se encuentra al lado de los ríos, y Lunularia cruciata , una mala hierba común y a menudo problemática en jardines e invernaderos templados húmedos. 

## Familias
- Aytoniaceae
- Cleveaceae
- Conocephalaceae
- Corsiniaceae
- Cyathodiaceae
- Dumortieraceae
- Marchantiaceae
- Monocleaceae
- Monosoleniaceae
- Oxymitraceae
- Ricciaceae
- Targioniaceae
- Wiesnerellaceae